# Segmentação (zoologia)
A segmentação, do ponto de vista morfológico, é uma característica muito comum em diversos organismos, e do ponto de vista do desenvolvimento é um processo pelo qual grande parte dos organismos passam ao longo da ontogenia.

## Definição
A definição normalmente utilizada de segmento é a definição morfológica clássica: um conjunto de unidades estruturais (órgãos, tecidos, tipos celulares) derivadas da endoderme e mesoderme e de subestruturas (elementos do sistema nervoso, apêndices) repetidas ao longo do eixo antero-posterior e que estejam correlacionadas espaço-temporalmente (derivadas do mesmo tecido embrionário ou do mesmo conjunto de células ao longo do desenvolvimento). Estes compartimentos de estruturas seriadas também podem ser denominados somitos, sendo que a precisão deste termo varia conforme o táxon que está sendo discutido. 

### Invertebrados
O mecanismo de formação e adição de segmentos no desenvolvimento é semelhante em alguns grupos de invertebrados. Em alguns protostômios os segmentos são adicionados a partir de uma zona de crescimento na região posterior do embrião. Nessa região há uma faixa de células especializadas, os teloblastos, responsáveis pela produção de ectoteloblastos e mesoteloblastos que darão origem à estruturas metamericamente organizadas da endoderme e mesoderme, respectivamente. À partir desta zona, as células são adicionadas no sentido anterior do embrião, sendo assim os segmentos mais antigos estão localizados na região mais próxima à cabeça e os mais recentemente formados mais próximos à região caudal. Este processo é visto em Annelida e em alguns Arthropoda (Crustacea).

#### Annelida
Em anelídeos, a segmentação é visivel pela presença de anéis externos, além de estruturas internas seriadas como, por exemplo: pares de gânglios ventrais, pares de metanefrídios, e principalmente os espaços ocos mesodermais. Estes espaços são preenchidos por fluido e servem como esqueleto hidrostático, especificamente nesta característica, a segmentação auxilia numa maior coordenação da locomoção.

#### Arthropoda
Nos artrópodes, em geral, a segmentação consiste em repetições de blocos (somitos). Estes blocos são delimitados por placas dorsais (tergitos), laterais (pleuritos) e ventrais (esternitos), geralmente acompanhados por um par de apêndices (locomotores ou modificados em outro tipo de estrutura especializada). Em alguns grupos de Arthropoda ocorre um agrupamento dos segmentos dando origem aos tagmas, uma divisão externa mais facilmente reconhecível. A tagmose é específica de cada táxon, como por exemplo em Chelicerata, com o corpo dividido em prossoma e opistossoma.

### Vertebrados
Em vertebrados (Chordata) ocorre o que chamamos de somitogênese, e somente algumas estruturas mantêm a segmentação na fase adulta. Este processo se inicia na fase de gastrulação da embriogênese, com a formação da mesoderme paraxial de cada lado do tubo neural. A mesoderme posteriormente se diferencia em "pacotes" denominados somitos.  Os somitos subdividem-se principalmente em 3 estruturas: esclerótomo, que dará origem às vertebras e a cartilagem das costelas; miótomo, que dá origem às musculaturas hipaxial e epaxial e dos membros; e o dermátomo que origina a derme.

## Considerações
Existe uma classificação tradicional dos organismos em eussegmentados, com segmentos "verdadeiros" (Annelida, Arthropoda e Chordata) e não segmentados ou pseudosegmentados, os organismos que apresentam repetições apenas em algumas estruturas ou porções do corpo. Entretanto, as evidências demonstram que dentro de cada táxon o processo de desenvolvimento resulta em diversos tipos de segmentação, deste modo, acredita-se que os mecanismos tenham surgido diversas vezes ao longo da filogenia de Bilateria. Visto isso, a classificação em segmentados e pseudosegmentados não faria sentido à luz da ampla diversidade existente, e irrelevante para fins filogenéticos. 
Para exemplificar a diversidade de tipos de segmentação, podemos mencionar exemplo Mollusca, um grupo próximo a Anellida, porém considerado pseudosegmentado. No entanto, dentro de Mollusca, os grupos Monoplacophora e Polyplacophora, possuem estruturas seriadas (série de músculos retratores, pares de placas dorsais), indicando um grau de segmentação mais complexo do que o sugerido na classificação tradicional, apresentando-se como um estado intermediário não categorizado. 
Apesar de Annelida, Arthropoda e Chordata apresentarem um padrão de segmentação semelhante, eles estão inseridos em grandes clados afastados evolutivamente, muitas vezes compartilhando ancestrais com grupos sem qualquer tipo de segmentação. Isso leva a crer que a segmentação surgiu pelo menos 3 vezes de forma independente, sendo essa hipótese mais parcimoniosa do que a aquisição única em um ancestral remoto e perda subsequente nas demais linhagens.